# 濱田靖一
濱田靖一（日语：／ Hamada Yasukazu，1955年10月21日—），日本政治家。出身於千葉縣富津市。眾議院議員（8次當選），是自由民主黨中少數的無派閥議員。歷任防衛廳副長官、眾議院安全保障委員會委員長。2008年9月24日被任命為麻生內閣防衛大臣，首次進入內閣。 同年10月，發表文章稱“日本是侵略國是錯誤的指控”。 2009年4月5日，朝鮮進行了導彈發射試驗。 在此之前，朝鮮在3月份發射了一枚遠程彈道導彈時，他說“發射飛越我國領土的東西是極其不愉快的，不應該被允許。考慮到這種情況，處理它（指擊落）是很自然的”，並表達了他打算擊落的意圖。在其擔任防衛大臣的期間通過應對海盜法。2009年9月16日卸任防衛大臣。其父親濱田幸一也是原自民黨眾議院議員。
濱田愛好音樂，他還和其他三位國會議員——林芳正、小此木八郎、松山政司合唱。

## 生平
- 1955年10月21日　出生於千葉縣富津市
- 1974年　千葉縣立木更津高等學校畢業
- 1979年　專修大學經營學部經營學科畢業

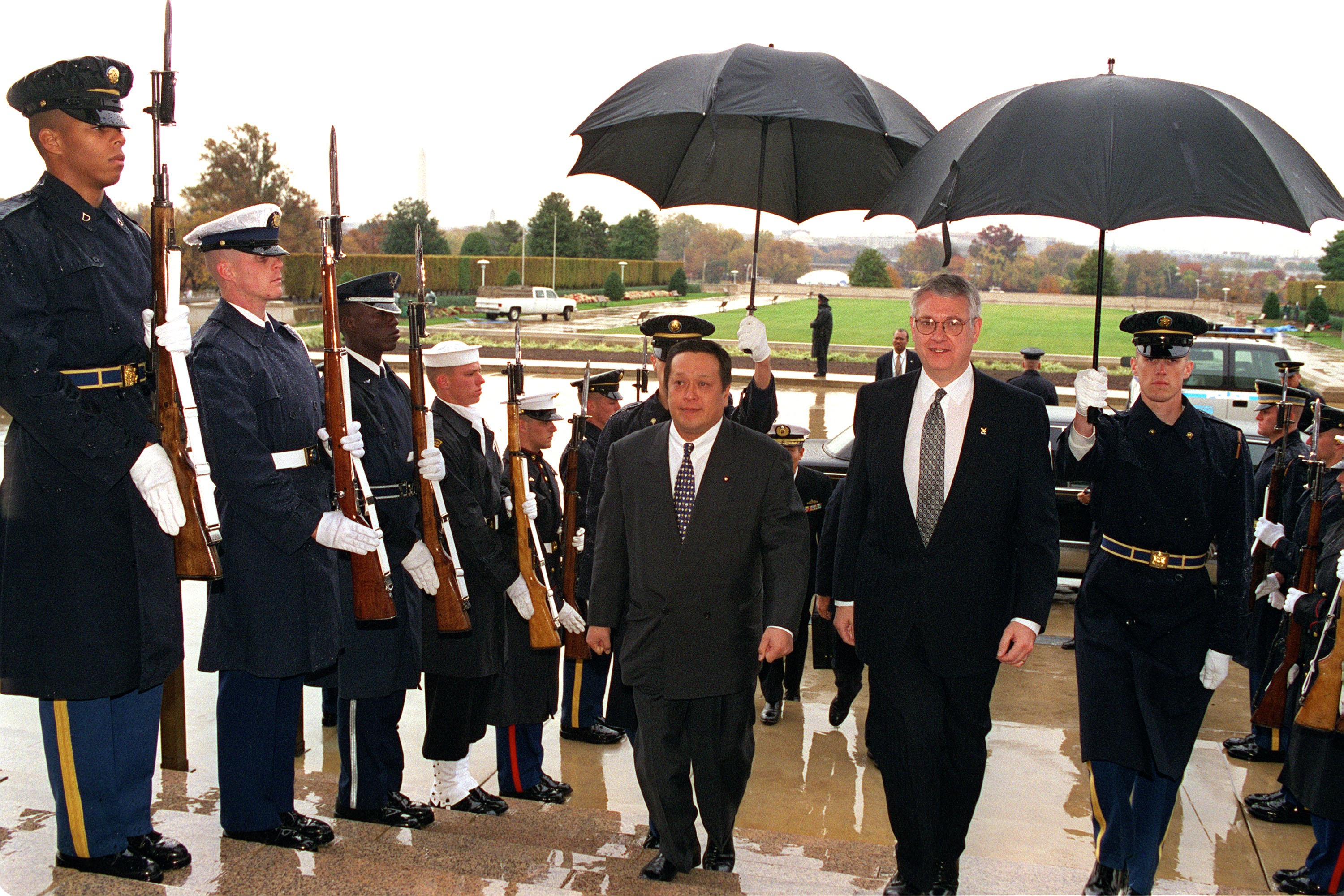
1998年11月3日，與美國國防部副部長約翰·哈姆利（右）會談

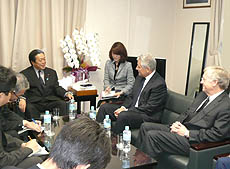
2008年10月16日，與美國參議員查克·哈格爾（右2）、美國駐日大使湯姆·希弗（右1）會談

- 1980年 進入眾議院議員渡邊美智雄事務所
- 1982年 就任大藏大臣秘書官（鈴木內閣）
- 1984年 就任眾議院議員濱田幸一第一秘書
- 1993年 第40屆眾議院議員總選舉当選（初次當選）
- 1996年 第41屆眾議院議員總選舉当選（2期）
- 1998年 就任防衛政務次官（小淵内閣）
- 1999年 眾議院安全保障理事
- 2000年 第42屆衆議院議員總選舉当選（3期）
眾議院安全保障委員會筆頭理事、副幹事長
- 2001年 黨政務調査會副会長
- 2003年 第1次小泉改造內閣　就任防衛廳副長官
第43屆衆議院議員總選舉 当選（4期）
第2次小泉內閣　就任防衛廳副長官（留任）
- 2004年 黨國會對策副委員長
- 2005年 自民黨千葉縣會長
- 2008年 就任麻生內閣的防衛大臣
- 2009年 因鳩山由紀夫上任內閣總理大臣而卸任防衛大臣

## 相關團體
- 日韓議員連盟所属

## 外部連結
- 濱田靖一官方網站 （页面存档备份，存于）
- Gi!nz官方網站

| 官衔          | 官衔                          | 官衔            |
| ------------- | ----------------------------- | --------------- |
| 前任： 林芳正 | 防衛大臣 第6代：2008年—2009年 | 繼任： 北澤俊美 |